# Acerentulus christensoni
Acerentulus christensoni är en urinsektsart som först beskrevs av Ewing 1940.  Acerentulus christensoni ingår i släktet Acerentulus och familjen lönntrevfotingar. Inga underarter finns listade i Catalogue of Life.